# Herman Vanderpoortenstadion
Herman Vanderpoortenstadion – stadion piłkarski, położony w mieście Lier, Belgia. Swoje mecze na tym obiekcie rozgrywa zespół Lierse Kempenzonen, a do 2018 roku Lierse SK. Jego pojemność wynosi 14 538 miejsc.